# Nova Coop
Nova Coop (o Novacoop) è una delle sette grandi cooperative di consumatori del sistema Coop, e come tale aderisce all'ANCC della Lega Nazionale delle Cooperative e Mutue e al consorzio cooperativo Coop Italia.
Insieme alle grandi cooperative Coop Liguria e Coop Lombardia, alle medie cooperative Coop Vicinato Lombardia, Coop Como Consumo e Coop Biella e ad una rete di 26 piccole cooperative, soprattutto lombarde, aderisce al Distretto Nord-Ovest.

## Storia

### Dall'ACT a Coop Piemonte
Il primo nucleo di quella che oggi è Nova Coop fu l'ACT (Alleanza Cooperativa Torinese), la prima cooperativa di consumatori nata in Italia, risalente al lontano 1854. Trasformata in ente morale durante il fascismo (1923), dopo la guerra non tornò ai soci. Questo avvenne soprattutto a causa di dispute di tipo politico: la Democrazia Cristiana non voleva che la cooperativa andasse totalmente in mano ai partiti di sinistra, mentre i partiti di sinistra consideravano la cooperazione soprattutto come uno strumento di lotta di classe e quindi non erano interessati a modernizzare le sue strutture. L'ACT iniziò ad avere rilevanti difficoltà economiche, dovute soprattutto all'obsolescenza notevole della rete di vendita. Iniziò un processo di risanamento con la vendita di alcuni immobili e la cessazione di alcune attività improduttive.
Nel 1968 la rete di vendita era ancora altamente obsoleta: i 188 negozi (91 in città e 97 nel della regione) erano di piccole dimensioni (tra i 40 e i 100 mq). Successivamente iniziò una forte politica di ristrutturazione: tutti gli spacci fuori città vennero chiusi, e quelli cittadini accorpati in 4 grandi supermercati che non permisero però all'ACT di tornare in utile, nonostante l'apertura di un nuovo magazzino a Leinì da parte di Coop Italia. 
Nel 1973, la decisione di acquisire Coop Biella, che all'epoca disponeva di una rete di soli 11 negozi di grandi dimensioni, ciascuno con una superficie di circa 600 mq, portò a una significativa riorganizzazione nel panorama cooperativo. Questo sviluppo comportò l'abbandono dell'Act, che non stava più rispondendo alle esigenze del mercato, a favore della creazione di una nuova entità: la Cooperativa Piemonte. Questa nuova cooperativa ricevette in gestione i quattro supermercati situati a Torino, insieme ai magazzini di Leinì, consentendo così una gestione più efficace delle risorse e una maggiore capacità di risposta alle necessità dei consumatori. L'operazione rappresentò un passo fondamentale per il consolidamento della cooperativa nella regione, permettendo di ampliare la propria presenza e di ottimizzare l'offerta di prodotti e servizi sul mercato locale.

### Da Coop Piemonte a Novacoop
Nello stesso anno il presidente di Unicoop Piemonte e Valle d'Aosta, Gianfranco Bighinzoli, propose l'incorporazione di Unicoop in Coop Piemonte. Unicoop era nata nel 1945 a Omegna (VB), e fu una delle grandi protagoniste nel settore delle fusioni, incorporando molte cooperative nella zona tra Novara e Verbania, e successivamente anche in Valle d'Aosta e nelle province di Alessandria e di Vercelli. La fusione di Unicoop in Coop Piemonte avvenne nel 1975, insieme alla confluenza di numerose altre cooperative: Coop Piemonte arrivò così a 21 spacci: 14 supermercati, 5 superette e 2 spacci tradizionali con self-service.
Oltre a Coop Piemonte, nella regione operava una media cooperativa nota come Coop Cpl, fondata a Galliate (NO) nel 1909. Coop Cpl disponeva di una rete di 13 negozi di dimensioni medie, ciascuno di circa 510 mq, e di 9 negozi di grandi dimensioni, con una superficie di 1250 mq. Negli anni Sessanta, la cooperativa iniziò un processo di modernizzazione della rete di vendita, culminato con l'apertura del primo supermercato nel 1969.
Tuttavia, il presidente di Coop Cpl, Nino Airoldi, si oppose fermamente all'idea di incorporare la cooperativa in altre entità, adottando una posizione isolazionista. Questa decisione portò Coop Cpl a dissociarsi da Coop Italia e a non aderire al Fincooper, la finanziaria di Legacoop, mantenendo così un'autonomia gestionale e strategica.
Bighinzoli, che era diventato presidente di Coop Piemonte, adottò una politica di ammodernamento con l'apertura di ulteriori grandi supermercati: nel 1977 i supermercati divennero 22. Tuttavia, come anche Coop Liguria, Coop Lombardia e Coop Romagna Marche, Coop Piemonte iniziò ad avvertire profonde difficoltà economiche, dovute soprattutto alla crisi petrolifera e all'iperinflazione, ma anche alla mancanza di risorse. Iniziò un processo di salvataggio con Coop Italia che inviò dirigenti qualificati e rinnovando totalmente il consiglio d'amministrazione, con l'uscita dei rappresentanti sindacali e la vendita del patrimonio immobiliare: Unipol, Coop Italia e Coop Modena acquistarono l'intero patrimonio immobiliare di Coop Piemonte permettendo di azzerare l'indebitamento. Nel 1979 Fabrizio Gillone divenne presidente di Coop Piemonte, fino al 30 giugno 2007. 
La crisi degli anni Settanta che aveva coinvolto Coop Piemonte e altre cooperative non coinvolse la Cpl, che incrementò di anno in anno le vendite e mantenne un buon bilancio. Quattro anni dopo però Coop Cpl si riavvicinò al sistema Coop reinserendo nei negozi alcuni prodotti a marchio Coop.
Quando nel 1985 Coop Piemonte progettò un primo Ipercoop a Beinasco (TO), l'Ancc discusse il progetto con Cpl e si arrivò così ad una società (Ipercoop S.p.A.), controllata in modo paritario da Coop Piemonte e Coop Cpl. Nel 1989 il presidente di Cpl Mario Airoldi fu favorevole alla fusione della cooperativa in Coop Piemonte e decise di non mantenere la ragione sociale di Coop Piemonte ma di cambiarla in Nova Coop.

### Dagli anni Novanta al 2020
Si decise che la sede legale fosse a Galliate mentre quella amministrativa fosse a Leinì. Nella fase iniziale, un po' come quando nacque Coop Consumatori Nordest, ci furono difficoltà di tipo organizzativo e gestionale, derivate dall'omogeneizzazione delle procedure di due cooperative molto diverse tra loro. Superata questa fase iniziale, Nova Coop assunse una configurazione stabile, con una forte crescita. Si decise di iniziare un forte sviluppo del canale ipermercati, anche per contrastare la concorrenza di Carrefour e Auchan che, soprattutto nella zona torinese, erano già molto presenti.
La società Ipercoop S.p.A., costituita come joint venture tra Coop Piemonte e Coop Cpl per la gestione degli ipermercati, è sopravvissuta grazie al  controllo di Nova Coop fino al 2003, quando la gestione è passata direttamente alla cooperativa. La modernizzazione della rete di vendita, attuata con l'apertura degli ipermercati e con la creazione di nuovi grandi supermercati, ha consentito una notevole crescita della cooperativa: i soci erano 180.100 nel 1991 e nel 2007 sono passati a 563.636, le vendite nel 1991 erano 685,3 miliardi di lire (pari a circa 353,93 milioni di euro) e nel 2007 sono invece diventate pari a 896,9 milioni di euro.
Il 30 giugno 2007 la presidenza della cooperativa è passata da Fabrizio Gillone ad Ernesto Dalle Rive.
Nel 2009, oltre al forte impulso delle aperture nel canale ipermercati, riprese anche un certo sviluppo nel canale supermercati, con nuove aperture a Torino, Orbassano (TO) e Trivero.
Nel 2011 venne ristrutturato l'Ipercoop di Cuneo, mentre il 31 dicembre dello stesso anno è stato chiuso il supermercato di Cerano (NO).
Nel 2018 venne inaugurato un nuovo negozio con un format innovativo ed altamente tecnologico, il “superstore” di Via Botticelli a Torino. Nel 2019 lo stesso format venne replicato su metratura ridotta sul nuovo punto vendita di Giaveno (TO). 
Sempre nello stesso anno, in un'ottica di innovazione e sperimentazione, fu inaugurato il primo Drive Stand Alone, un punto vendita progettato per il ritiro della spesa online o per la consegna direttamente al domicilio del cliente. Questo nuovo format rappresentava un passo avanti nel modo di fare la spesa, consentendo ai clienti di ordinare i prodotti comodamente da casa e di ritirarli senza dover entrare nel negozio.
Nello stesso anno, Nova Coop, supportata da Coop Italia, ha lanciato il servizio Spesa on Line. Questo servizio permette ai clienti di effettuare acquisti comodamente da casa attraverso un sito web dedicato, dove possono selezionare i prodotti desiderati. Una volta completato l'ordine, i clienti possono scegliere di ricevere la spesa direttamente a casa, rendendo l'intero processo di acquisto più semplice e veloce. Questo approccio ha risposto alle esigenze di una clientela in cerca di maggiore comodità e flessibilità, integrando così l'esperienza di acquisto tradizionale con le innovazioni digitali.

## I Soci e il territorio
Per effetto del suo radicamento territoriale testimoniato dalle attività dei Presidi Soci, Nova Coop s’impegna costantemente a produrre e condividere valore nei territori in cui è presente, non solo a vantaggio di Soci e Clienti ma dialogando attivamente con le diverse realtà che già operano sugli stessi territori, quali le scuole, gli enti pubblici e privati, le associazioni, le Onlus, i fornitori, i cittadini in genere. Questo contributo si concretizza, a partire dai punti vendita, attraverso campagne commerciali e iniziative valoriali in materia di politiche sociali, attenzione al territorio, al tessuto sociale, alla clientela e all’ambiente. Nel 2020, in risposta all’emergenza Covid, Nova Coop ha restituito ai territori oltre 10 milioni di euro sotto forma di azioni solidali quali: raccolte alimentari a vantaggio di associazioni territoriali, preparazione e consegna a domicilio di spese per anziani e soggetti fragili, convenzioni con amministrazioni locali per l’uso di buoni spesa erogati dai Comuni, azioni per il mondo della scuola, accesso a materiali di sanificazione di difficile reperibilità, sostegno al potere di acquisto delle famiglie attraverso il blocco dei prezzi e ai produttori piemontesi della propria filiera grazie ad azioni di promozione dedicate. Inoltre, Nova Coop ha continuato il suo impegno in favore delle persone in difficoltà, donando con il Progetto Buon Fine ad associazioni del territorio prodotti non più vendibili pari al valore di un milione di pasti, e ha appoggiato la Fondazione Piemontese per la Ricerca sul Cancro – Onlus in una grande campagna natalizia di lotta alle neoplasie che ha raccolto oltre 120.000 euro.